# Cryptomonadales
Cryptomonales es un orden de protistas unicelulares de agua dulce y marinos del subfilo Cryptophyta. Son organismos mixotrofos, en su mayoría capaces de realizar la fotosíntesis y también de ingerir bacterias. Pueden vivir en condiciones de luz escasa debido a la combinación de pigmentos fotosintéticos que presentan.  La mayoría presenta cloroplastos, pero también se incluyen especies que ha perdido secundariamente los cloroplastos y en su lugar tienen leucoplastos. Estas son las especies conocidas anteriormente como Chilomonas y algunos géneros pleomórficos, tales como Cryptomonas y Proteomonas.  A pesar de carecer de citostoma, tanto las especies con cloroplastos como con leucoplastos pueden ingerir bacterias que ingresan en la célula a través de una vacuola contráctil.
En este grupo se han descrito unos veinticinco géneros con alrededor de 200 especies. Cryptomonales junto a Goniomonadales (que incluye solamente al género Goniomonas) forman la clase Cryptophyceae.